# Lista över svältkatastrofer under 1900-talet
Detta är en lista över större svältkatastrofer under 1900-talet.

## Lista
| År/månad   | Beskrivning | Plats                                            | Dödstal (uppskattat)                                                                  |
| ---------- | --- | ------------------------------------------------ | ------------------------------------------------------------------------------------- |
| 1896–1902  | Svält i Indien | Indien                                           |                                                                                       |
| 1907, 1911 | Svält i östra och centrala Kina                                                                                                  | Kina                                             |                                                                                       |
| 1914–1918  | Libanonbergen svält under Första världskriget som dödade omkring en tredjedel av befolkningen                                    | Libanon                                          |                                                                                       |
| 1915–1916  | Armeniska folkmordet. | Armenien                                         |                                                                                       |
| 1916–1917  | Svält orsakad av blockaden mot Tyskland under Första världskriget                                                                | Tyskland                                         |                                                                                       |
| 1916–1917  | Vintersvält i Ryssland | Ryssland                                         |                                                                                       |
| 1917–1919  | Svälten i Persien 1917–1919. En fjärdedel av befolkningen i norra Iran dog.                                                      | Nuvarande Iran                                   |                                                                                       |
| 1917–1921  | En serie svältkatastrofer i Turkestan som dödade en sjättedel av befolkningen.                                                   | Turkestan                                        |                                                                                       |
| 1921       | Ryska svälten 1921 | Ryssland                                         | 5 miljoner                                                                            |
| 1921–1922  | Svälten i Tatarstan 1921-1922 | Ryssland                                         |                                                                                       |
| 1921–1922  | Svält i Volga German. En tredjedel av befolkningen dog.                                                                          | Ryssland                                         |                                                                                       |
| 1928–1929  | Svält i Rwanda-Burundi, vilken orsakade stor migration till Kongo.                                                               | Rwanda och Burundi (nuvarande)                   |                                                                                       |
| 1928–1930  | Kinesiska svälten 1928–1930 i norra Kina. Torkan medförde att tre miljoner dog.                                                  | Kina                                             |                                                                                       |
| 1932–1933  | Sovjetiska svälten 1932–1933 i Ukraina (Holodomor), Hungersnöd i Kazakstan 1932-1933, vissa delar av Ryssland och Kaukasus.      | Sovjetunionen                                    | 7 till 10 miljoner i Ukraina, 1,3 milloner i Kazachstan, över en million tyska ryssar |
| 1936       | | Kina                                             | 5 miljoner                                                                            |
| 1940–1943  | Svält i Warsawagettot | Polen                                            |                                                                                       |
| 1941–44    | Svälten i Leningrad. Omkring en miljon Leningradbor dog av hunger, köld, eller bomber vintern 1941–42. Vintern var väldigt kall. | Ryssland                                         | 1 miljon                                                                              |
| 1941–1944  | Hungersnöden i Grekland 1941-1944, orsakad av Axelmakternas ockupation.                                                          | Grekland                                         | 300 000                                                                               |
| 1943       | Bengaliska svälten 1943 | Bengalen                                         | 1,5-7 miljoner                                                                        |
| 1943       | Svält i Rwanda-Burundi, vilken orsakade migration till Kongo.                                                                    | Rwanda och Burundi (nuvarande)                   |                                                                                       |
| 1944       | Nederländska svälten 1944 under Andra världskriget                                                                               | Nederländerna                                    | 20 000                                                                                |
| 1945       | Vietnamesiska svälten 1945 | Vietnam                                          | 2 miljoner                                                                            |
| 1947       | Sovjetiska svälten 1947 | Sovjetunionen                                    | 1–1,5 miljoner                                                                        |
| 1958       | Svälten i Tigray | Etiopien                                         | 100 000                                                                               |
| 1959–1961  | Den stora kinesiska svälten. Enligt regeringen dog 15 miljoner människor.                                                        | Kina                                             | 15–43 miljoner                                                                        |
| 1967–1970  | Svälten i Biafra, orsakad av blockad.                                                                                            | Nigeria                                          |                                                                                       |
| 1968–1972  | Torka i Sahel orsakade en svältkatastrof som dödade en miljon                                                                    | Mauretanien, Mali, Tchad, Niger och Burkina Faso | -                                                                                     |
| 1984–1985  | Hungersnöden i Etiopien 1984–1985.                                                                                               | Etiopien                                         |                                                                                       |
| 1992       | Hungersnöden i Somalia 1992. | Somalia (under inbördeskriget)                   |                                                                                       |